# Saint-Léger-de-Montbrillais
Saint-Léger-de-Montbrillais é uma comuna francesa na região administrativa da Nova Aquitânia, no departamento de Vienne. Estende-se por uma área de 10,4 km². Em 2010 a comuna tinha 344 habitantes (densidade: 33,1 hab./km²).